# L 98-59

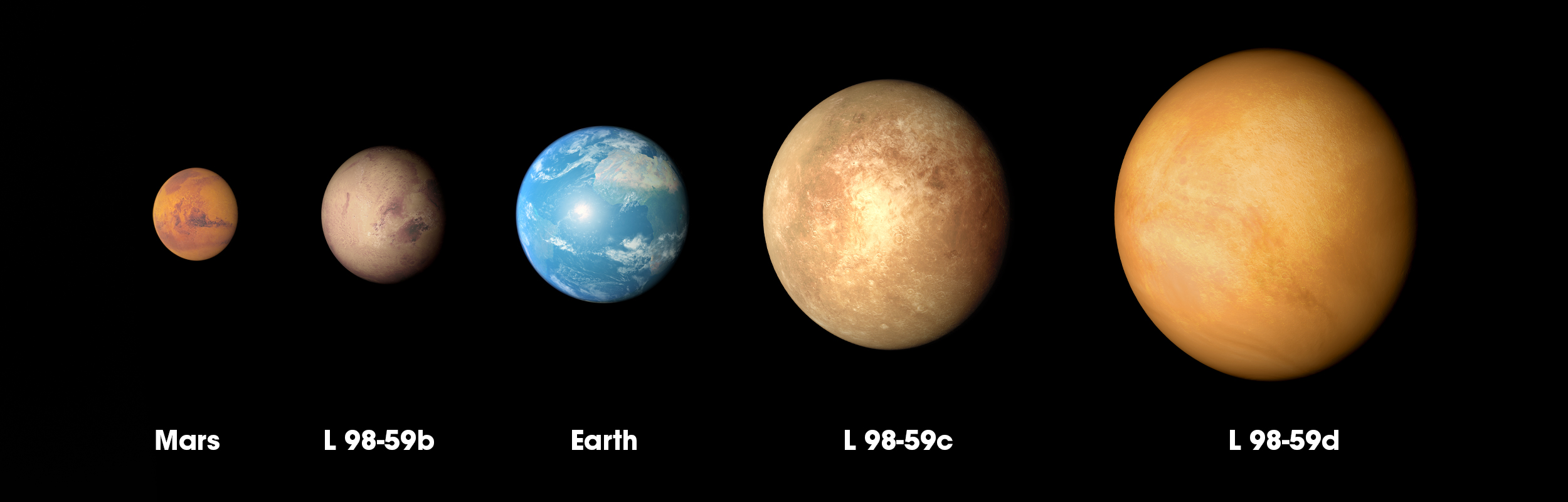
De tre planeter som upptäckts i L98-59-systemet av NASAs Transiting Exoplanet Survey Satellite (TESS) jämförs med mars och jorden, i ökande ordning av storlek i illustrationen

L 98-59 (alternativt TIC 307210830 eller TOI-175) är en stjärna på ett uppskattat avstånd av 34,6 ljusår (10,623 parsek) ifrån jorden. L 98-59 är en röd dvärg av typen M3.

## Planetsystem
Den 27 maj 2019 tillkännagav forskare knutna till Nasas rymdteleskop TESS att tre planeter i jordens storleksordning, L 98-59 b, L 98-59 c och L 98-59 d hade upptäckts i bana runt stjärnan.